# Switch (Iggy Azalea)
Switch è un singolo della rapper australiana Iggy Azalea, pubblicato il 19 maggio 2017.
Il brano vede la partecipazione della cantante brasiliana Anitta.

## Descrizione
Il ritornello menziona le luci di un semaforo stradale: "Red light, yellow light, green light, switch". Il rosso indica il momento della vita in cui si ha bisogno di prendere una pausa da tutto e cogliere l'attimo, il giallo ricorda di avere pazienza, rallentare e prepararsi, non perdendo la concentrazione. Il verde suggerisce la ripresa del viaggio verso i propri sogni. Le due strofe di Iggy sono ricche di riferimenti, tra cui una menzione del rapper Kodak Black, e la ripresa di una celeberrima frase dal film Biancaneve ("is Iggy the ziggy-iggy the baddest of them all?").
Curata dai produttori The Family ed Eric Weaver, la canzone presenta una linea di basso che si ripete per tutta la canzone, così come un loop vocale di Anitta, che insieme agli altri strumenti contribuisce a dare un aspetto molto cool alla canzone, concepita come una hit prettamente estiva.

## Video musicale
Pochi giorni dopo la pubblicazione del singolo, una versione non finita del video musicale è stata divulgata su internet. La cantante ha dichiarato che non avrebbe pubblicato pubblicato la versione finale in seguito a ciò, ma aveva grandi piani e promotori per la pubblicazione ufficiale.

## Tracce
Testi e musiche di Amethyst Kelly, Anton Hård af Segerstad, Georgia Ku, Maurice Simmonds, Kyle Owens, Akil King, Christopher Wallace, Jalacy J. Hawkins e Christopher Martin.
Download digitale, streaming
1. Switch (feat. Anitta) – 3:09

Download digitale, streaming – Remixes EP
1. Switch (feat. Anitta) (Loud Luxury Remix) – 3:20
2. Switch (feat. Anitta) (Aazar Remix) – 3:15
3. Switch (feat. Anitta) (Feenixpawl Remix) – 4:10
4. Switch (feat. Anitta) (Vertue Remix) – 3:34
5. Switch (feat. Anitta) (Tom Swoon Remix) – 3:34

## Classifiche

### Classifiche settimanali
| Classifica (2017) | Posizione massima |
| ----------------- | ----------------- |
| Belgio (Vallonia) | 63                |
| Portogallo        | 70                |

### Classifiche di fine anno
| Classifica (2017) | Posizione |
| ----------------- | --------- |
| Brasile           | 173       |